# Schwarzflügelpirol
Der Schwarzflügelpirol (Oriolus nigripennis), auch Gabunpirol oder Schwarzschwingenpirol genannt, ist eine afrikanische Vogelart aus der Familie der Pirole.
Das Artepitheton leitet sich ab von lat. niger „schwarz“ und pennis „geflügelt“. Die Art gilt derzeit als monotypisch, doch neueren Untersuchungen zufolge könnte es neben der Nominatform O. n. nigripennis eine genetisch abweichende Unterart O. n. alleni geben.

## Merkmale
Der Schwarzflügelpirol misst etwa 21 cm und wiegt dabei 50–60 g. Es ist kein Sexualdimorphismus erkennbar.
Kopf, Hals und obere Brust weisen eine glänzend schwarze Tönung auf. Der Nacken und der obere Rücken sind leuchtend goldgelb. Diese Färbung geht am Rücken in ein gelbliches Olivgrün über. Die Flugfedern sind schwarz und verfügen über schmale, weiße oder gelblich-olivgrüne Ränder. Die Flügeldecken sind von goldener und schwarzer Farbe. Die zentralen Schwanzfedern sind schwarz, die anderen Schwanzfedern sind mit nach außen hin gelb werdenden Spitzen versehen. Die äußersten Schwanzfedern sind fast vollständig gelb. Die Flanken, die untere Brust, Bauch und Bürzel sind glänzend dunkelgelb gefärbt. Die Iris ist karmin- oder dunkelrot; der Schnabel ist rosa- bis rotbraun. Die Beine sind (blau-)grau.
Jungvögel haben noch keinen schwarzen, sondern einen olivgelben Kopf. Auch die restliche Oberseite ist mit dieser Färbung versehen. Kinn und Kehle sind gelb und weisen schwarze Streifen auf, die auf der Brust ins Olivgrüne übergehen. Die Iris ist braun; der Schnabel ist rosabraun bis braun.
Bei der potentiellen Unterart O. n. alleni ist die Oberseite nicht goldgelb, sondern gelblich-olivgrün.
Verwechslungsgefahr besteht vor allem zum Dschungelpirol, mit dem er sich den Lebensraum teilt. Von ihm unterscheidet er sich durch die dunkleren Schwanzfedern.

### Stimme
Der Gesang ähnelt dem des Dschungelpirols, ist aber vielfältiger und schneller. Paare singen oft abwechselnd. Dabei wird das kurze, einleitende „teejupp“ mit einem „co-wah“ oder einem kehligen „wou-ti-wah“ beantwortet. Weitere häufig zu hörende Laute sind z. B. ein bellendes „wah-wah“, ein aufsteigendes „ko-lip“, ein absteigendes „tji-whou“ und ein tieferes „hou-weehou“ bzw. „hou-jou-kjuwor“. Der Warnruf ist ein quäkendes, eintöniges „tjipu-wrraaja“.

## Verbreitung und Lebensraum
Die Art ist entlang der westafrikanischen Küste am Golf von Guinea vom südlichsten Guinea und Sierra Leone über Liberia, Elfenbeinküste, Süd-Ghana, Süd- und West-Togo, Süd-Benin, das küstennahe Nigeria, Süd- und West-Kamerun und Gabun bis ins nördliche Angola verbreitet. Des Weiteren kommt sie in nördlichen Teilen der Demokratischen Republik Kongo bis an die Grenzen von Uganda und Südsudan vor.
Der Schwarzflügelpirol lebt in weit entwickelten Sekundärwäldern, Galeriewäldern, Kaffeeplantagen, Mangrovenwäldern und an Waldrändern und Lichtungen. Er ist auch in unberührten Primärwäldern und in der Nähe von bewohnten und aufgelassenen menschlichen Siedlungen anzutreffen. Der Vogel besiedelt Höhen von bis zu 2150 m und ist ein Standvogel.

## Ernährung
Die Nahrungssuche erfolgt allein, zu zweit oder in kleinen Gruppen von maximal vier Individuen. Manchmal schließen sich Schwarzflügelpirole auch artenübergreifenden Gruppen an, die zusammen in Bäumen nach Nahrung suchen. Sie ernähren sich von Wirbellosen wie Käfern, fliegenden Ameisen, Heuschrecken, Schmetterlingen und deren Raupen und von Früchten wie Feigen und solche von Schlangenwurz-Bäumen.

## Fortpflanzung
Die Brutsaison liegt je nach Gebiet in verschiedenen Teilen des Jahres. So sind Jungvögel in Guinea hauptsächlich im Januar zu beobachten. In Liberia liegt die Paarungszeit im September. In der Elfenbeinküste werden die Nester im Januar gebaut, die Jungvögel sind dann vor allem im Juni zu sehen. In Ghana werden die Küken im Februar aufgezogen. In Nigeria wird von März bis Juni gebrütet. In Kamerun findet die Eiablage im Februar statt und die Jungvögel sind im Oktober zu beobachten. In Gabun dauert die Brutsaison von September bis Dezember, in der Demokratischen Republik Kongo von Juli bis November und im Südsudan von Oktober bis Januar.
Während der Balzzeit plustert sich das Männchen auf und singt, um ein Weibchen anzulocken. Hat sich ein Paar gefunden, verteidigt es sein Revier vehement gegen Artgenossen und andere Vögel wie Dschungelpirole. Das Nest besteht aus ineinander verflochtenen Pflanzenfasern und Grashalmen und ist mit Flechten und Moosen, z. B. der Gattung Usnea bedeckt. Es hängt in einer bis zu 22 m über dem Boden gelegenen, waagerechten Astgabel in einem Feigenbaum.

## Gefährdung
Die Art wird wegen des sehr großen Verbreitungsgebietes von etwa 5.940.000 km² und der stabilen Population in der Roten Liste der IUCN als nicht gefährdet (Least Concern) eingestuft.